# Chardon (Ohio)
Pour les articles homonymes, voir Chardon (homonymie).
Chardon est une petite ville de l'État de l'Ohio, aux États-Unis.
Elle est le siège du comté de Geauga.

## Fusillade au lycée de Chardon
Le 27 février 2012, un élève de Lake Academy a ouvert le feu dans la cafétéria du lycée de Chardon, faisant trois morts et deux blessés. Daniel Parmertor, âgé de 16 ans, a été tué au moment de la fusillade. Deux autres victimes, Demetrius Hewlin et Russell King, Jr, ont été déclarées mortes le 28 février. Le tireur a été placé en détention par la police et a été inculpé de trois chefs d'accusation de meurtre aggravé. Il a été condamné à trois peines consécutives de prison à vie sans possibilité de libération conditionnelle.

## Géographie
Selon les données du Bureau du recensement des États-Unis, Chardon a une superficie de 11,9 km2 (soit 4,6 mi²) en surfaces terrestres et une proportion de 0,22 % en surfaces aquatiques.

## Climat
Le climat à Chardon est typiquement continental humide, très neigeux pour la latitude avec près de 2,73 m d'enneigement annuel moyen lié à de nombreuses chutes de neige par effet de lac.
Chardon se trouve légèrement en altitude par rapport aux rives du lac Érié, sur la partie nord-ouest du plateau des Allegheny et bien que la ville soit à la même latitude que Skopje en Macédoine du Nord ou Tbilissi en Géorgie par exemple, les hivers sont longs avec un épais manteau neigeux presque permanent de novembre à mars et une possibilité de chutes de neige de fin-septembre à mi-mai.
Cependant, les étés restent chauds, lourds et orageux avec un maximum pluviométrique atteint au mois d'août.
| Mois                              | jan. | fév. | mars | avril | mai  | juin | jui. | août | sep. | oct. | nov. | déc. | année  |
| --------------------------------- | ---- | ---- | ---- | ----- | ---- | ---- | ---- | ---- | ---- | ---- | ---- | ---- | ------ |
| Température minimale moyenne (°C) | −9,8 | −9,4 | −4,5 | 0,9   | 7    | 11,7 | 14,2 | 13,4 | 9,6  | 4    | −0,3 | −5,8 | 2,6    |
| Température maximale moyenne (°C) | −0,2 | 1,4  | 6,8  | 13,3  | 19,8 | 24,6 | 27   | 25,9 | 22,1 | 15,8 | 8,8  | 2,6  | 13,9   |
| Précipitations (mm)               | 83   | 69   | 86   | 98    | 106  | 115  | 100  | 117  | 112  | 98   | 110  | 109  | 1 203  |
| dont neige (cm)                   | 71,9 | 51,1 | 41,9 | 10,7  | 0,3  | 0    | 0    | 0    | 0,03 | 3    | 25,3 | 68,7 | 272,93 |

## Démographie
Chardon était peuplée, lors du recensement de 2000, de 5 156 habitants.